# Paul Affeld
Paul Affeld (* 1972 in Berlin) ist ein deutscher Künstler, Musiker, Autor, Puppenbauer, Puppenspieler, Theaterregisseur und Dozent für Puppenspiel und Puppenbau. Er ist außerdem Gründer der Berliner Band Puppetmastaz, mit der er seit 1998 international tourt und für die er die Handpuppen entwirft und baut. Affeld selbst spielt bei Auftritten und Konzerten den Bandleader Mister Maloke, einen Maulwurf mit großen Zylinder. Er tritt auch unter den Namen Paul PM, Paul Affeldo und Paul F. Walther auf.

## Leben
Paul Affeld wurde wie sein Bruder Felix als Sohn von Petra Affeld, geborene Niemeyer, und des Ingenieurs und Entwicklers eines künstlichen Herzens Klaus Affeld (1935–2019) 1972 geboren. Nachdem Paul Affeld zunächst an der Bildo Akademie für Kunst und Medien Fotografie und Computeranimation studierte, setzte er sich in den Jahren 1993–1995 an der Filmhochschule Konrad Wolf in Babelsberg mit Kameraführung und Videoschnitt auseinander. Ab 1995 gehörte er dem Künstler-Kollektiv Honey Suckle Company an und stellte u. a. auf der Berlin Biennale aus.
1997 wechselte er ins Fach Puppenspiel an der Schauspielschule Ernst Busch, um bereits 1998 die Puppenband Puppetmastaz zu gründen. Seit Gründung der Band produzierte er acht Studioalben, sechs Videoclips und 32 Handpuppen, so wie einige Solo-Projekte mit Bands und Künstlern wie Modeselektor, T.Raumschmiere, Chilly Gonzales, Mouse on Mars und anderen.
Neben zahlreichen Radio und TV-Auftritten in Deutschland (u. a. bei Arte in den Sendungen Tracks und Arte Lounge) und Frankreich, tourte er bei über 250 Konzerten durch mehr als 20 Länder (u. a. europaweit und in Japan, Kanada, USA, China, Brasilien, Russland, Afrika), auf zahlreichen Festivals mit bis zu 100.000 Zuschauern, bis er nach einem Bühnenunfall im Jahre 2012 beschloss, sich vom Touralltag etwas zurückzuziehen, um sich verstärkt dem Theaterfach zu widmen.
Er unterrichtete Puppenbau und Spielkurse an der Akademie der Künste Berlin, am Haus der Kulturen der Welt und im Rahmen von verschiedenen Veranstaltungen des Goethe Institutes, u. a. in Bangalore, Indien, wo er auch beim örtlichen Literaturfestival auftrat und die Doku „Potatoes Grow in Darkness“ entstand.
Seine Stücke Frankensteins Rotkäppchen und Das Kristallherz wurden unter anderem in der Volksbühne Berlin und im Theater an der Parkaue in Berlin aufgeführt.
Seit 2021 arbeitet Paul Affeld an seinem ersten Solo-Album und, nach der Geburt seines Sohnes 2018, an einem Kinder-Puppentheaterstück: Micky Mickrig und die großen Wünsche. Paul Affeld lebt und arbeitet in Berlin.

## Diskographie (Auswahl)
Studioalben
- 2003: Puppetmastaz: Creature Funk
- 2005: Puppetmastaz: Creature Shock Radio
- 2008: Puppetmastaz: The Takeover
- 2009: Puppetmastaz: The Break-Up
- 2012: Puppetmastaz: Revolve and Step Up!
- 2016: Puppetmastaz: Keep Yo Animal!
- 2019: Puppetmastaz: Sweet Sugar Rush

Vinyl-Singles & EPs
- 2000: Patric Catani & Paul PM: Discovering Steve Hive
- 2002: Puppetmastaz: Humans get all the Credits (Vinyl-Single)
- 2003: Puppetmastaz: Pet Sound (Audio-CD / Vinyl-Single)
- 2003: Puppetmastaz: Zoology (Audio-CD / Vinyl-Single)
- 2004: Puppetmastaz: Prosetti's Disco Balls (Vinyl-LP) (Remix-Version von Creature Funk)
- 2007: Puppetmastaz: The dark side of the sun (feat. Modeselektor) (Vinyl-Single)
- 2008: Puppetmastaz: Mephistopheles (Remix-Vinyl-Single)
- 2008: Puppetmastaz: Reservoir Foxin / So Scandalous (Remix-Vinyl-Single)

Audio-CD-Singles
- 2005: Puppetmastaz: Bigger the better
- 2006: Puppetmastaz: Do the swamp

Live-Alben
- 2006: Puppetmastaz: Clones live in Berlin (Audio-CD / Vinyl-LP)

Featuring & Presenting (als Sänger)
- 2000/2001: Chilly Gonzales feat. Paul PM: Meditation und Figga Please (The Entertainist, CD, Album, Promo)
- 2002 Chilly Gonzales feat. Paul PM & Peaches: Insanity (Kitty Yo – 0202)
- 2003 Candie Hank feat. Paul PM: All the Sunshine was wrong (Kimouchi, CDr, Album)
- 2004 Trost: The Invasion of Gaudy Beige (Trost, CD, Album)
- 2003 Chilly Gonzales feat. Paul PM: (Another) so-called Party (z, CD, Album)
- 2007: Modeselektor feat. Paul PM: Happy Birthday (The Dark Side of the Moon, CD, Album)
- 2012: Schlachthofbronx feat Paul PM: Dirty Dancing (One Hand, CD, Album)
- 2014 Mouse on Mars feat. Mr. Maloke: Purple Fog (21 again, CD, Album)
- 2015 Frag Maddin feat Paul PM: Back up (Forward, EP)